# Trogulus salfi
Trogulus salfi is een hooiwagen uit de familie kaphooiwagens (Trogulidae).